# Kerinci Kiri
Kerinci Kiri is een bestuurslaag in het regentschap Siak van de provincie Riau, Indonesië. Kerinci Kiri telt 1997 inwoners (volkstelling 2010).